# Свети Димитър (Амигдалиес)
Вижте пояснителната страница за други значения на Свети Димитър.
„Свети Димитър“ (на гръцки: Αγίου Δημητρίου) е православна църква в гревенското село Амигдалиес (Пикривеница), Егейска Македония, Гърция.
Храмът е построен в XVIII век. Съществуват разночетения на ктиторския надпис, който споменава владиката Хрисант Гревенски, като някои разчитат 30 август 1728, а други само 30 август. В източната част на църквата е гробът на свещеник Йоан и на мраморния кръст има дата 30 април 1757.
Храмът е бил вкопана 0,5 m базилика с дървен покрив. Храмът е имал уникални стенописи от XVIII век, сходни с тези в „Успение Богородично“ в Спилео.
В началото на XX век жителите на селото решават, че храмът е малък за нуждите им и започват да копаят около него. В 1927 година са спрени от гревенския митрополит и събраните пари са раздадени на бедните. В 1936 годна храмът е опожарен като стенописите са почти унищожени. Оцелелите стенописи са свалени, но поради лошо съхранение също почти напълно са унищожени. Добре запазен е само един фрагмент в църквата „Успение Богородично“ в Панагия (Торник).
В 1940 година започва възстановяването на храма, но то върви бавно и той е завършен едва в 1990 – 1995 година. Храмът има красиви стенописи.
В 1930 година църквата е обявена за паметник на културата.